# 대구의학전문학교
대구의학전문학교(大邱醫學專門學校)는 일제강점기 존재하던 교육 기관으로, 공립 전문학교였다. 1933년 경상북도립 대구 의학 강습소가 대구의학전문학교로 승격하였다. 광복 직후 미군정 방침으로 대구 의과대학으로, 1947년에는 도립 대구 의과대학으로 승격되어 1949년에 6년제로 개편되었다가 1951년 경북대학교 의과대학이 되었다.

## 역사
대구의학전문학교는 대구 동인의원에서 1910년 공립으로 전환한 대구 자혜의원을 그 시초로 한다.
1919년 3.1 운동 이후 문화 통치를 내세워 전문 학교가 신설되거나 전문 학교로 승격되는 형태로 설립되었고, 그러한 분위기를 발판으로 평양에서는 평양 자혜의원 원장 우치무라 야스타로(內村 安太郞)가 의사 시험에 응시할 독학 의학도를 위해 1923년 2년제 야간 사립 강습소를 자혜 의원 내에 설치하였고, 그 해 도지사와 합의를 보아 4월에는 평양 도립 의학 강습소로 승격하게 되었는데 평양과 경쟁 관계에 있던 대구에서도 자혜 의원의 의관(醫官)이 도지사에게 청원하여 1923년 7월 23일 사립 의학 강습소를 설립하게 되었다.
대구 사립 의학 강습소는 전기 1년 반, 후기 1년 반의 3년제 야간 강습소로 전기와 후기 각각 50명씩 모집하여 100명의 정원이었으며 18세 이상 40세 이하의 남자이면서 중학교 또는 수업 연한이 3년 이상인 중학교 정도의 관·공립 학교 졸업자 또는 고등 보통 학교를 졸업한 자로서 일본어, 물리, 화학, 산술 등 입학 시험에 합격한 사람만이 입학 자격이 주어졌다.
평양은 이미 평양 도립 의학 강습소로 승격된 이후였으므로 대구에서는 서둘러 학생을 모집하여 9월 1일 대구 자혜 의원의 의관(醫官) 과 의원(醫員), 대구 중학교의 교원 등 14명에게 강사를 촉탁하여 교수와 강사가 모여 개교식을 가지고 9월 2일부터 자혜 의원의 건물 일부를 빌려 수업을 시작하였다.
1924년에는 도지사가 도평의원의 자문을 얻어 평양과 같은 도립 대구 의학 강습소의 규정을 1924년 3월 28일 경상북도령으로 발표하고 기존의 사립 강습소의 규정은 폐지함과 더불어 4월 1일에는 도립 대구 의학 강습소로 개칭되었다.
규정은 사립 강습소와 별 차이가 없었지만 정원이 150명으로 늘었고, 전기 2년, 후기 1년으로 변경하여 강습생을 받았다. 따라서 도령으로 수업료 징수 규정을 새로 발표하여 공표하고 강습생은 월 3원의 수업료를 내고 등록을 하게 하였다.
1925년 4월 1일부터 조선 도립의원 관제가 공포되면서 대구 자혜 의원도 경상북도립 대구 의원으로 개칭되었다.
1926년 3월 13일 오전에 경상북도립 의학 강습소의 교사(校舍) 인 경상북도립 대구의원 본관에서 화재가 발생하여 13시간의 연소 끝에 완전 소실되었다. 그러나 의학 강습소의 수업과 규정은 차질 없이 시행되었다.
같은 해 4월 1일 도령 15호로 경상북도립 의학 강습소의 규정을 일부 개정 발표하여 정원을 200명으로 늘리고 4년제로 강습 기간을 연장하였으며, 입학 자격도 중학교, 고등 보통 학교 또는 전문 학교 입학 시험 검정에 합격한 자로 하여 전문 학교의 입학 자격과 동일한 수준으로 바뀌었다.
이 해 6월 26일 청강생 규정의 제정으로 연령이 18세이면서 의학을 전공하려는 상당한 학력이 인정되는 자는 강습소장의 허가를 얻어 청강을 할 수 있게 되었다
한편, 화재로 소실된 병원 건물의 건축을 둘러싸고 경상북도와 유지들 사이에서는 많은 의견들이 오가고 있었다.
이 때 대구 상업회의소에 모인 대구의 유지들 사이에서 대구 의학 전문 학교 설치에 대한 논의가 있었고, 이 회의에서 7명의 실행 위원을 선정한 후 여기에서 결정된 결정 사항을 대구 상업 회의소장 장직상(張稷相)의 이름으로 도지사에게 보내었다.
당시 도지사는 수차례에 걸쳐 총독부 재무국과 절충하여 병원 부지를 새로 마련하고 화재에 염려가 없는 새 병원의 신축을 논의 중이었다. 그러나 대구의 유지들은 새 병원의 신축이 의학 전문 학교 설립의 한 디딤돌이 되게 하기 위해서 적극적으로 나섰다.
모임이 있고 약 보름 뒤인 7월 20일 대구 상업 회의소에서 의학 전문 학교 설치 협의 대회를 개최하여 4개 항의 협상 결의를 하였는데, 그 내용은 이러하다.
(1) 의학 전문 학교 설치에 필요한 자금 문제로 임시비 총 40만원 중 10만원을 대구 부민의 이름으로 부담한다.
(2) 실천 위원 7명을 40명으로 증원하고 회의소장이 임선하여 서명으로 통보한다.
(3) 의학 전문 학교 설치 청원서의 작성은 최초로 선임된 실천 위원 7명에 일임한다.
(4) 적당한 시기에 시민 대회를 개최한다.
경상북도 평의원회에서는 병원 신축 문제로 논란이 거듭되었는데, 그 요점은 병원 신축에 소요되는 비용의 각출(各出) 문제와 병원 부지 내에 의전(醫專) 설치를 고려하여 넓은 부지를 확보해야 한다는 것들이었다.
결국 대구 상업회의소장이자 경상북도 평의원인 장직상의 주장으로 설립비 20만원은 대구 부민이 부담한다는 내용과 함께 도내 도 평의원과 유지들 수백 명이 의학 전문 학교 설치 진정서를 당국에게 제출하게 되었는데, 당시 경성의학전문학교가 다른 지역으로 이전한다는 소문이 있어 이전 할 경우 대구가 유치하기 위한 것도 있었다.
그러나 1926년 초 유아사 구라헤이 (湯淺 倉平) 정무국장이 평양에서는 이미 의학 전문 학교 설치를 전제로 시민의 성금과 경상비는 지방비에서 지출하는 계획이 확립되어 평양에 의학 전문 학교를 신설한다면 경성 의학 전문 학교와 평양 의학 전문 학교면 충분하다는 암시가 있어 대구의 의학 전문 학교 신설 운동은 결국 수포로 돌아가게 되었다.
이러한 움직임에 평의원 대표 3인은 총독부를 방문하고 형금 계획 중인 저금 관리소를 부산에 설치하는 대신 대구에는 의학 전문 학교를 설치해달라고 진정하였으나, 당국에서는 저금 관리소는 부산에 설치하기로 했지만 의학 전문 학교의 신설에 대한 문제는 국비 긴축 문제로 지방비 지출에 난색을 표하여 재원이 문제가 될 것이라고 하였다.
그러자 대구에서는 부협의회 전원이 만나 모금 방안을 협의하여 대구 상업 회의소에 지역 유지 다수가 모여 의학 전문 학교 설립 기성회를 조직하고 문제가 되는 지방비 10만원을 기성회에서 부담하기로 하였다.
그후 스토 모토 도지사의 급작스러운 변화도 있었지만 총독부의 양해가 있었는지 도에서 의학 전문 학교 예산을 편성하여 내무부장이 1927년 11월 9일 지방비 예산안과 의학 전문 학교 설치 예산안을 가지고 총독부로 향했다.
하지만 의전 설치 문제는 쉽게 풀리지 않으면서 1929년 정월 스토 모토 도지사가 떠나게 되자 의학 전문 학교 설립 기성회에서는 민간 기부금 20만원과 국고 보조금 혹은 지방비로 관립이든 도립이든 의학 전문 학교 설립을 확정 짓겠다는 다짐을 하였다.
이 무렵 화재로 소실된 경상북도립 대구 의원이 12000평 대지에 1773평 5홉 건평의 연와 2층으로 1928년 10월 15일에 준공을 마치고 1929년 5월 25일 낙성식을 가졌다.
이는 경상북도립 대구 의원의 낙성이지만 의학 전문 학교의 임상 실습장이 되는 병원으로, 이러한 시설의 구비로 기존의 7호 도립 의학 강습소 규정이 폐지되고 경상북도의 위생 과장인 이노우에 야키치(井上 八重二)가 “조선에서 의사가 되고자 하는 자에게 필수인 학술 및 기능을 교수” 하는 '경상북도립 의학 강습소 규정' 을 만들어 1929년 5월 1일 부로 제 8호 도립 대구 의학 강습소 규정이 공포되면서 전문 학교에 준하는 도립 대구 의학 강습소로 승격되었다.
이 규정에 의해 전문 학교에 준하는 학사로 전임 강사를 두고 신입생부터는 오전 9시부터 매일 7시간의 수업을 하게 되었으며, 정원은 200명, 강습 기간은 4년, 입소 자격은 중학교 또는 5년제 고등 보통 학교 졸업자, 혹은 이와 동등한 학력의 소유자 즉 전문 학교 입학 검정 시험에 합격한 자 등으로, 입학 시험은 일본어, 영어 또는 독일어, 물리, 화학 등의 과목으로 하였으며 청강생을 둘 수 있었다. 따라서 대구 의학 강습소의 수업료 징수 규정도 의학 전문 학교 수준으로 개정되어 강습생은 100원 (1학기 40원, 2학기, 3학기 각각 30원), 청강생은 60원 (매 학기마다 20원씩 연 60원)을 납부해야 했다.
한편, 전임 강사로 생리학, 의화학, 조직학, 계통 해부학, 독일어의 담당 교수를 촉탁하였으며 총독부에서는 1929년 6월 12일 반포한 부령 제 53호 도립 의학 강습소 규정에 의거, 새로운 설립 신청서를 제출하여 12월 4일 경상북도 의학 강습소 설립을 인가하였다.
이 설립 인가는 평양 의학 강습소보다 약 5개월이 늦은 것으로 1930년 1월 20일 경상북도령 제 2호로 경상북도립 의학 강습소 학칙을 반포하고 즉시 실시하여 새 학칙에 의한 수업을 시작하였다.
소장은 도립 대구 의원장 야마네 세이치(山根 政治)를 의학 강습소장으로 임명하고 2월 18일에는 새 학칙에 의거한 신입생을 모집하였다.
총독부에서는 설립 인가에 따라 3월 19일 평양 의학 강습소와 같이 총독부 고시 113호 의사 규칙 제 1조 1항 제 2호 규정에 의한 의학교로 지정하고 1930년 3월 이후 본과 졸업자부터 유효하게 하였는데 이 지정은 조선에서만 의학 전문 학교와 동등한 자격을 부여하는 총독부의 지정으로, 일본 전국에서 통용되는 면허가 아닌 조선 내에서만 인정되는 면허였다.
즉, 1930년 3월 24일 졸업하는 제 2회 졸업생 16명부터 무시험으로 총독부 면허를 받아 조선 내에서만 인정되는 면허를 받게 된 것이다.

## 같이 보기
- 일제강점기의 교육